# The Shape of Jazz to Come
The Shape of Jazz to Come — один из самых известных альбомов Орнетта Коулмана, его первый диск, записанный для студии Atlantic Records.  Альбом был выпущен в 1959 году.
The Shape of Jazz to Come был одним из первых представителей стиля Авангардный джаз. Записанный в составе квартета без фортепиано, в своё время альбом вызвал недоумение из-за отсутствия явных аккордовых структур и включения спонтанных импровизаций в более раскрепощённой манере, нежели принято было в джазе того времени.
Прорывом Коулмана был отказ от инструментов, играющих аккордовый аккомпанемент. Каждая композиция содержала короткую мелодию (тему), более в духе классических джазовых тем, а затем - несколько минут свободных импровизаций, после чего тема повторялась; хотя такая схема напоминает типичное построение бибопа, новшеством был отказ от аккордовой поддержки.
В 2003 году журнал Rolling Stone поместил альбом на 248-ю позицию в списке «500 величайших альбомов всех времён».

## Список композиций
Автор музыки — Орнетт Коулман.

### Сторона А
1. «Lonely Woman» — 5:02
2. «Eventually» — 4:22
3. «Peace» — 9:04

### Сторона Б
1. «Focus on Sanity» — 6:52
2. «Congeniality» — 6:48
3. «Chronology» — 6:03

## Участники записи
- Орнетт Коулман — альт-саксофон
- Дон Черри — корнет
- Чарли Хейден — контрабас
- Билли Хиггинс — ударные